# Division I (Schach) 1953
Die Division I 1953 war die vierte schwedische Mannschaftsmeisterschaft im Schach (Allsvenskan) und gleichzeitig deren erste Austragung in einem Ligabetrieb mit Auf- und Abstieg.

## Modus
Auf dem Kongress des Schwedischen Schachverbandes 1952 wurde beschlossen, die Allsvenskan ab 1953 nicht mehr im K.-o.-System durchzuführen, sondern in Turnieren mit je vier Mannschaften mit der Division I als höchster Spielklasse. Für die erste Austragung der Division I waren die vier Halbfinalisten der Allsvenskan 1952/53 teilnahmeberechtigt, für die folgenden Austragungen erworben sich jeweils die beiden Erstplatzierten der Division I und die beiden Sieger der Staffeln der Division II die Startberechtigung.
Die vier Mannschaften spielten ein einfaches Rundenturnier, über die Platzierung entschied zunächst die Anzahl der Mannschaftspunkte, anschließend die Anzahl der Brettpunkte.

## Datum und Ort
Die Wettkämpfe wurden am 31. Oktober und 1. November in Karlstad ausgetragen.

## Turnierverlauf
Der Titelverteidiger Stockholms Södra SS besiegte alle Konkurrenten und wurde damit erneut schwedischer Mannschaftsmeister. Als Vizemeister erreichte der SK Kamraterna Göteborg den Klassenerhalt, während die Auswahlmannschaften aus Värmland und Jämtland absteigen mussten.

### Abschlusstabelle
| Pl. | Verein                  | Sp | G | U | V | MP  | Brett-P.  |
| --- | ----------------------- | -- | - | - | - | --- | --------- |
| 01. | Stockholms Södra SS (M) | 3  | 3 | 0 | 0 | 6:0 | 20,0:10,0 |
| 02. | SK Kamraterna Göteborg  | 3  | 2 | 0 | 1 | 4:2 | 16,0:14,0 |
| 03. | Värmlands SF            | 3  | 1 | 0 | 2 | 2:4 | 15,5:14,5 |
| 04. | Jämtlands SF            | 3  | 0 | 0 | 3 | 0:6 | 8,5:21,5  |

### Entscheidungen
|     | Schwedischer Mannschaftsmeister: Stockholms Södra SS     |
|     | Absteiger in die Division II: Värmlands SF, Jämtlands SF |
| (M) | Meister der letzten Saison                               |

## Die Meistermannschaft
| 1.            | Stockholms Södra SS |
| Schachfiguren | Gideon Ståhlberg, Kristian Sköld, Sture Lindquist, Gunnar Magnusson, Arne Burehäll, G. Holm, H. Delang, S. Jarvall, G. Hellman, B. Boberg. |